# Armando de Sales Oliveira
Armando de Sales Oliveira (São Paulo, 24 de diciembre de 1887 — São Paulo, 17 de mayo de 1945) fue un ingeniero y político brasileño, graduado por la Escuela Politécnica de São Paulo, interventor federal en São Paulo entre el 21 de agosto de 1933 y el 11 de abril de 1935 y gobernador (electo por la Asamblea Constituyente) desde el 11 de abril de 1935 hasta el 29 de diciembre de 1936.

## Biografía
Hijo de Francisco de Sales Oliveira y de Adelaide Sá de Sales, su familia pertenecía a la clase media alta. Su padre, comerciante portugués de Jacareí (SP) y destacado ingeniero sanitario, fue presidente de la Companhia Mojiana de Estradas de Ferro e participó en negocios de exportación de café. 
Realizó sus estudios en la capital paulista, en el Colegio Progresso Brasileiro y en el liceo del Estado. Más tarde, estudió ingeniería civil en la Escuela Politécnica de São Paulo. Con dificultades financieras tras la muerte de sus padres, comenzó a trabajar en 1908 en la compañía Mojiana, construyendo vías férreas. Se especializó en proyectos técnicos para las compañías de servicios públicos y destacó como ingeniero y como empresario. Se casó con Raquel de Mesquita, hija del propietario del diario O Estado de S. Paulo, Júlio de Mesquita.

## Trayectoria
Sales Oliveira apoyó la Revolución de 1930 juntamente con el periódico O Estado de S. Paulo, del cual era socio. En 1937, Sales Oliveira dejó el gobierno de São Paulo para ser candidato al cargo de Presidente de la República, en las elecciones marcadas para enero de 1938, convocatoria que no se llevó a cabo porque el presidente Getúlio Vargas dio un golpe de Estado que implantó en Brasil el llamado Estado Nuevo, el día 10 de noviembre de 1937. El Estado Nuevo tenía como modelo los regímenes totalitarios entonces en boga en Italia, Alemania o España, entre otros países.
En 1940 el periódico O Estado de S. Paulo fue confiscado. Sales permaneció cerca de un año en prisión domiciliaria, exiliándose a Francia en noviembre de 1938, donde vivió hasta abril de 1939, cuando se trasladó a Estados Unidos. En el exilio, divulgó varios manifiestos contra la dictadura. En 1943 se volvió a trasladar, esta vez a la Argentina. Fue amnistiado y retornó a Brasil en abril de 1945, cuando ya se encontraba muy enfermo, pero aun así pudo ser elegido para el Directorio Nacional de la Unión Democrática Nacional (UDN). Murió el 17 de mayo de 1945.

## Reconocimientos
El nombre de Armando de Sales Oliveira está asociado a la creación de la Universidad de São Paulo, en 1934, cuya creación su cuñado, Júlio de Mesquita Filho, director del periódico O Estado de S. Paulo, hubo defendido por años. 
La Ciudad Universitaria del campus de la USP en la capital paulista y el Centro Académico (CAASO) de los campus de la USP de San Carlos también llevan su nombre.